# Больница Иссин
Больница Иссин (яп. 一心病院 иссин бё:ин, досл. «больница всеми помыслами»), англ. Isshin Hospital — передовая частная больница в Токио, созданная Мун Сон Мёном в 1978 году. Больница Иссин является одной из немногих больниц в Японии, которые предоставляют полный спектр западной и корейской медицины. За пациентами остается право выбирать, хотят ли они западного врача или восточного врача, или и того и другого.

## Отделения
- Восточная медицина
- Медицина внутренних органов
- Общая и ортопедическая хирургия
- Семейная медицина
- Акушерство и гинекология[8]
- Психиатрия
- Рентгенодиагностика
- Реабилитационная медицина
- Анестезия
- Реанимация

## Специализация
- Рак (хирургия и лечение)[9]
- Диабет
- Ожирение
- Паралич
- Приступы
- Аллергии
- Артрит
- Люмбаго
- Приём родов
- Диагностика
- Реабилитация

## Социальная ответственность
Больница отправляет своих высококвалифицированных врачей в обеднённые районы мира, а также участвует в программе финансовой помощи у себя на родине.